# Square Arago
Pour les articles homonymes, voir Arago.
Le square Arago est une voie située dans le quartier Croulebarbe dans le 13e arrondissement de Paris.

## Situation et accès
Le square Arago, qui est accessible depuis le boulevard Arago, est desservi à proximité par la ligne 7 à la station Les Gobelins.

## Origine du nom
Il porte le nom du physicien et homme politique français François Arago, en raison de sa proximité avec le boulevard éponyme.

## Historique
Créée en 1912, cette voie privée constitue dans les faits une cour d'immeubles en « U » donnant accès aux différentes entrées.